# مايك ك. ستون
مايك ك. ستون (بالإنجليزية: Michael C. Stone)‏ هو سياسي أمريكي، ولد في 9 يناير 1970. حزبياً، نشط في الحزب الجمهوري. وقد انتخب عضو مجلس نواب كارولينا الشمالية.